# 蒙塔尔万
蒙塔尔万，是西班牙阿拉贡自治区特鲁埃尔省的一个市镇。总面积82平方公里，总人口1538人（2001年），人口密度19人/平方公里。